# Strada europea E19
La strada europea E19 è un asse viario misto di classe A intermedia Nord-Sud.
Collega la città olandese di Amsterdam a Parigi (Francia) passando per Bruxelles (Belgio).

## Percorso
| E19 AMSTERDAM-PARIGI   |           |                                                |                                                           |
| Stato                  | Tipologia | Tratto                                         | Interconnessioni                                          |
| Paesi Bassi (bandiera) | A4, A13   | Amsterdam-Rotterdam                            | E22, E25, E30, E31, E35, E231                             |
| Paesi Bassi (bandiera) | A16       | Rotterdam-Confine di Stato presso Breda        | E311, E312                                                |
| Belgio (bandiera)      | A1        | Confine di Stato presso Breda-Bruxelles        | E17, E34, E313                                            |
| Belgio (bandiera)      | A7        | Bruxelles-Confine di Stato presso Valenciennes | E40, E42, E411                                            |
| Francia (bandiera)     | A2        | Confine di Stato presso Valenciennes-Sailly    | E17                                                       |
| Francia (bandiera)     | A1        | Sailly-Parigi                                  | E05, E50, E54, E44, E46 In comune con E15 l'intero tratto |